# Барабинская ТЭЦ
Барабинская ТЭЦ — энергетическое предприятие в городе Куйбышев Новосибирской области, входит в российскую энергетическую компанию АО «СИБЭКО». Работает в режиме ТЭЦ.
Барабинская ТЭЦ обеспечивает электрической энергией города Куйбышев, Барабинск, Омск, а также большой участок Западно-Сибирской железной дороги.

## История и деятельность
Решение о строительстве Барабинской ГРЭС было принято в 1946 году Советом Министров СССР. В мае 1953 года в выстроенных корпусах начался монтаж основного оборудования электростанции. 22 января 1954 года турбогенератор № 1 и котёл № 1 были приняты в эксплуатацию. ГРЭС начала давать электрическую энергию. А начиная с января 1983 года, наряду с электричеством, станция стала выдавать и тепловую энергию.
В декабре 2003 года на Барабинской ГРЭС установлена новая турбина 30 МВт, а в 2006 году на станции была произведена замена автотрансформатора мощностью 220 МВт.